# Okoljska zavest
Ekološka zavest (tudi okoljska zavest) je odgovorno stališče posameznika do njegovega življenjskega okolja. Pomeni zaznavanje in dojemanje problemov okolja ter temelji na znanju in želji ohraniti prvobitne naravne funkcije ekosistema.
Dotika se vsakega posameznika s strani njegove seznanjenosti s problemi v okolju. Izraža se v odnosu do narave, njenem spoštovanju ter opustitvi dejavnosti, ki ogrožajo okolje, v prid ohranitve biološke raznovrstnosti, ravnovesja med elementi okolja in človekovo gospodarsko dejavnostjo. Odraža se tudi v razširjenosti in aktivnosti delovanja skupin, ki se zavzemajo za ohranjanje okolja. Ekološka zavest zadovoljuje človekove potrebe, hkrati pa upošteva načela varstva narave.